# 本田宗一郎
本田宗一郎（日语：本田 宗一郎，1906年11月17日—1991年8月5日），出生于日本静冈县磐田郡光明村（后改为天龙市，现为滨松市天龙地区）。日本企業家、機械工程師，本田技研工业株式会社创始人。本田宗一郎与索尼公司的井深大作为日本战后技术型企业家而享誉全球。 
作为HONDA的创始人，本田宗一郎以过人的胆识和科研精神，把本田从一个摩托车修理厂发展为世界头号摩托车公司和汽车生产企业。

## 年表
1906年，本田宗一郎出生于日本静冈县磐田郡光明村一个打铁匠家庭，是家中长子。他从小就展现出对机械的浓厚兴趣。 1913年，本田进入光明村立东寻常小学校学习。1917年，他在滨松市和地山连兵场观看了飞行表演，生平第一次见到飞机。1919年，本田入读二俣町立寻常高等小学校，并在1922年毕业后，前往东京本乡区汤岛（现在的文京区）的汽车修理厂「アート商会」工作，开始了他的学徒生涯（当时称为“丁稚奉公”）。在アート商会工作了6年后，本田于1928年回到滨松市设立分厂，并获得独家经营权，开始独立创业。1935年，他与小学教师矶部结婚。1937年，本田不断扩展汽车修理厂的业务，担任“东海精机工业株式会社”的总经理，并在滨松市山下町设立“アートピストンリング研究所”，致力于研究开发活塞装置。由于感受到知识的不足，他同年进入滨松高等工业机械科（现在的静冈大学工学部）旁听，用了3年时间专门学习金属学。
1939年，本田将アート商会滨松分厂转让给工人，独立创办了制造活塞的“东海精机重工业株式会社”，开始为汽车行业提供零配件。  1942年，他的长子本田博俊出生。同年，东海精机重工业接受丰田汽车注资，本田将总经理职务让给有“丰田中兴之功臣”之称的石田退三，自己担任董事。二战期间，本田研制成功螺旋桨自动切削机，将工作效率大幅提高，因此受到日本军方的表彰。当时，他已经取得了超过40项专利，展现出卓越的创造才能。  然而，1945年三河地震导致东海精机重工业滨松工厂破产，本田将自己持有的东海精机重工业股票全部转让给丰田自动织机公司，宣布离开该公司，开始了1年的休养。
1946年10月，39岁的本田宗一郎在滨松市成立了“本田技术研究所”，开启了他的“本田”时代。  1948年，他的次子胜久出生，同年，本田在滨松设立了本田技研工业株式会社，并担任该会社社長（董事长），开始研制开发摩托车。当时的本田技研工业资本金达到100万日元，员工人数20人，规模尚小，但蕴藏着巨大的发展潜力。 1949年，本田宗一郎结识了日后成为本田副总经理的藤泽武夫，两人携手将本田发展成为世界性的大企业，创造了日本汽车工业的奇迹。  1973年，本田宗一郎辞去本田技研工业社长的职务，担任董事最高顾问，并在1983年辞去社長职务，担任终身最高顾问。
本田宗一郎一生获得过诸多荣誉，包括1981年获得勋一等瑞宝章、1989年成为首个进入美国汽车名人堂的日本人等。 1991年8月5日，本田宗一郎因肝功能不全，在东京順天堂医院去世，享年84岁。他被追赠正三位・勲一等旭日大綬章，以表彰他对日本汽车工业的贡献。

## 評價
|            | 那位先生(本田宗一郎)真使我佩服得五体投地。他从不考虑买卖的得失，一味地创新和发明，即使你说这件事是否可缓一缓，他也只是说"知道了，知道了"，但从不停止他的发明创造。 |
| ——石田退三 | |

|                                                   | 本田宗一郎是自亨利·福特之后世界上最有才气、最成功的机械工程企业家。 |
| ——世界上最伟大的推销员、美国汽车推销商乔治·吉尔德 |                                                                     |

## 轶事·名言
- 本田宗一郎对藤泽武夫非常信任，将公司的印章全部交给其保管。由藤泽负责公司的经营，而本人专注于技术部门的研究开发。宗一郎曾说过“要是没有藤泽，公司就会很快垮掉”，而藤泽也说“没有本田先生的话，公司不可能有今天的规模。”两位企业家都没有把企业当成个人的财产，也从不让自己的家族成员进入企业管理。甚至据说，本田在晚年后悔将本人的名字用在公司名称上。
- 本田宗一郎的公司擴充時，曾因擴充太快造成資金吃緊，當時本田技研在台灣的合作夥伴慶豐行（三陽工業的前身）曾開出信用狀助其度過難關，因此本田宗一郎與三陽工業創辦人黃繼俊有深厚的交情。
- 铃鹿市曾提出将市名改为本田市，但是宗一郎认为“在城市名字上冠以个人名字，简直太荒唐了。”，一直坚决拒绝这个提议。
- 本田曾说过“社长并没有什么了不起的。和科长、部长、菜刀、盲肠（注：菜刀和盲肠在日语里发音的末尾与社长科长等词语相同）没什么分别。总而言之，无非是一个赛号而已。”他还对巴西著名赛车手说“我会作出世界上最完美的引擎。”，赛纳因此感动得流泪。
- 公司的员工都亲切地称呼本田宗一郎为“老爹”。
- 生前曾留下遗嘱，认为汽车制造商死后也不能因为举行豪华的葬礼而导致交通阻塞。事实上，遗属们也尊重他的遗愿，而没有进行排场很大的葬礼。

## 补充
中文互联网上广泛传播的“本田宗一郎是继亨利·福特（Henry Ford）后，世界上第二个荣获美国机械工程师学会颁发的荷利奖章的汽车工程师。”是错误的。本田宗一郎的确于1980年获得了美国机械工程师学会颁发的荷利奖章（Holley Medal），但不是第二个，福特也不是第一个。还有说法这个奖章只颁发过两次也是错误的，根据官方页面，自1924年起荷利奖章几乎每年都颁发。
美国机械工程师学会还在1982年以本田宗一郎的名字设立了本田宗一郎奖章（Soichiro Honda Medal）用以表彰他的成就和用来表彰在个人交通领域有杰出成就或重大工程贡献的人物，该奖章已颁发超过30次。